# Amsterdam Dance Event

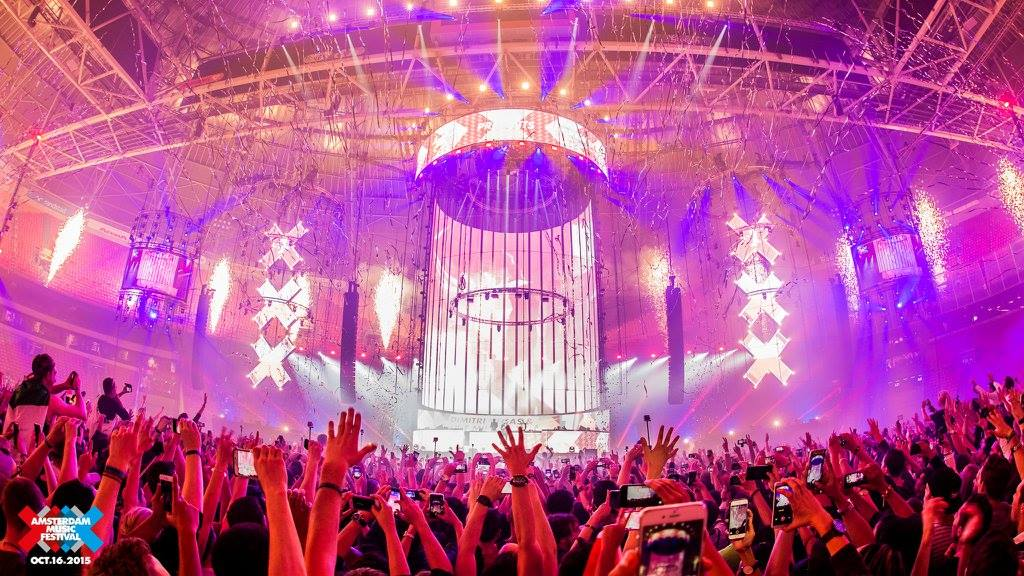
L'Amsterdam Music Festival (AMF) se tient en collaboration avec l'Amsterdam Dance Event le samedi soir à la Johan Cruyff Arena.

Pour les articles homonymes, voir ADE.
L'Amsterdam Dance Event, plus connu sous l'acronyme ADE, est un salon professionnel et festival de musique électronique néerlandais se tenant annuellement sur cinq jours au mois d'octobre. Lors de l'édition 2018, il comprend 2 500 artistes se produisant dans 140 lieux, devant plus de 400 000 festivaliers, ce qui en fait le plus grand festival de musique électronique au monde.
Les professionnels de la musique tiennent des conférences, débats et ateliers le jour, du mercredi au dimanche, tandis que les artistes investissent les lieux de fête de la ville la nuit. Lieu d'échanges, l'Amsterdam Dance Event est divisé en plusieurs parties, telles que notamment l'ADE Showcases avec des sets de disc jockeys, l'ADE University regroupant des ateliers à thèmes, Music & Bits pour les rencontres entre personnalités du milieu, ainsi que des projections ou des expositions. La première édition voit le jour en 1996,.

## Histoire

### Débuts
La première édition de l'ADE a lieu en 1996 sous la forme d'un événement de trois jours, qui rassembla 300 intervenants et 30 disc jockeys. Les conférences de jour ont alors lieu à De Balie, tandis que les soirées sont organisées dans de multiples endroits, dont dans trois clubs principaux, le Paradiso, le Melkweg et le Club Escape.

### Phénomène international
Avant 2012, le rassemblement s'étend sur une durée de quatre jours, mais avec le fort développement des afterparties le dimanche, la durée des festivités est étendue à cinq jours après cette date. L'ADE débute le mercredi avec les événements ADE Pro et ADE University, puis se termine le dimanche de la même semaine. Au départ, l'Amsterdam Music Festival est la partie purement musicale, le festival, intégrée au sein de L'ADE. Peu à peu, ce festival va prendre son autonomie.
En 2012, le festival proposait ainsi 300 événements répartis dans cinquante adresses de la ville auxquels quelque 1 700 artistes ont participé,,. Depuis 2012, le classement du DJ Mag Top 100 est également révélé pendant le festival musical,.
L'ADE s'exporte à l'occasion de l'Electric Festival d'Aruba (Antilles néerlandaises). Grâce à ce nouveau développement à l'étranger, l'ADE possède à présent deux plateformes de promotion de la musique électronique à l'étranger. L'année suivante est présenté « Dubfire », une expérience prenant la forme d'une présentation publique en direct mélangeant projections visuelles par lumières ou vidéos et musique techno.
Pour l'édition 2015, l'ADE s'ouvre au hip-hop avec la mise en place de l'« ADE Beats ». À la fois festival de musique, lieu de conférences mais aussi d'expériences diverses, le DJ Magazine décrit ainsi le rassemblement :

« Il y a, en permanence, des showcases inédits et intéressants. D'un côté, le mythique Jeff Mills en session de production dans l'atelier du peintre Rembrandt, de l'autre Skrillex qui parle de technologie, Seth Troxler qui cuisine pour les sans-abris dans un petit restaurant paumé, Hardwell qui fait l'avant-première de son nouveau film-documentaire dans l'un des cinémas de la ville, ou bien Armin van Buuren qui nous embarque pour un tour de péniche. […] Il y a un millier d'événements divers organisés pendant la durée de l'ADE. »

L'ADE étend son offre années après années. Il est également l'événement de l'année où les plus importants professionnels de l'EDM, producteurs, agents ou autres, se rencontrent et établissent des contrats. L'édition 2015 compte ainsi plus de 2 000 artistes, 500 conférenciers, autant de journalistes, et plus de 350 000 visiteurs. L'Amsterdam Music Festival loue alors sur deux jours l'Amsterdam ArenA, plus grand stade du pays,.

## Organisation
L'organisation de l'ADE est assurée par The Amsterdam Dance Event Foundation.
Ce rassemblement de l'industrie musicale (producteurs, artistes, médias ou maisons de disques) comprend une programmation de jour et de nuit, qui alterne soirées dans les clubs et salles de la ville, et événements destinés à promouvoir la musique électronique néerlandaise et les technologies associées. Le partage de connaissances y joue un rôle central et la programmation de jour alterne conférences, présentations, ateliers et démonstrations réalisées par les principaux acteurs de l'industrie. Les soirées qui ont lieu au cours de la semaine attirent les plus grands disc jockeys du monde et offrent une grande variété de styles musicaux (house, deep, future, techno). En outre, une partie des festivals techno Awakenings a lieu à la Westergasfabriek pendant l'ADE.

### Festival parallèle
En 2013 est inaugurée la première édition de l'Amsterdam Music Festival (AMF), concerts organisés sur la même période que les conférences. 

### Sources
- Ludovic Rambaud, « Amsterdam Dance Event : 20 ans déjà », DJ Mag, no 12,‎ décembre 2015 - janvier 2016, p. 10 à 11 (ISSN 2271-006X)